# Edmund Rauch
Edmund Rauch (ur. 29 sierpnia 1863 w Jarosławiu, zm. 16 sierpnia 1923 w Stanisławowie) – przedsiębiorca, polityk demokratyczny, poseł do austriackiej Rady Państwa i Sejmu Ustawodawczego RP

## Życiorys
Urodził się w rodzinie żydowskiej. Ukończył szkołę realną i szkołę handlową w Jarosławiu. Właściciel firmy prowadzącej handel surowymi skórami – „Edmund Rauch & Henryk Rauch”. Dzierżawca potem właściciel propinacji. Był także właścicielem młyna parowego i wspólnikiem firmy młynarskiej i zbożowej „Ozjasz Blumenfeld & Co”. Asesor sądu handlowego w Stanisławie (1888-1923). Członek sekcji handlowej Izby Handlowej i Przemysłowej we Lwowie (1902-1914). Członek dyrekcji Kasy Oszczędności w Stanisławowie. Od 1904 radca cesarski.
Członek Rady Powiatowej i Wydziału Powiatowego w Stanisławowie z grupy kupców i przemysłowców (1902-1914). Działacz Polskiego Stronnictwa Demokratycznego. Był rzecznikiem polityki asymilatorskiej w stosunku do Żydów. Poseł do austriackiej Rady Państwa XII kadencji (17 lipca 1911 – 28 października 1918), wybrany w okręgu wyborczym nr 14 (Stanisławów). Należał do Koła Polskiego w Wiedniu jako członek grupy polskich demokratów. Uczestniczył często w debatach parlamentarnych. Wchodził wówczas do stałej komisji do spraw cen w handlu zagranicznym (Permanenz-Kommission für die Handelswerte des Aussenhandelsverkehres) i Rady Kolei Państwowych (Staatseisenbahnrat) w Wiedniu.
Poseł na Sejm Ustawodawczy Rzeczypospolitej Polskiej (od 10 lutego 1919 do 1 grudnia 1922), mandat otrzymał Dekretem Naczelnika Państwa z 28 listopada 1918 jako poseł z Galicji Wschodniej do parlamentu austriackiego. W sejmie należał do Klubu Pracy Konstytucyjnej. Członek Komisji Przemysłowo-Handlowej, Konstytucyjnej, później także Komisji Komunikacyjnej, Skarbowo-Budżetowej i Komisji Odbudowy Krajuj. W wyborach w 1922 bezskutecznie ubiegał się o mandat z listy Unii Narodowo-Państwowej grupującej byłych posłów Klubu Pracy Konstytucyjnej.